# 机敏级核潜艇
机敏级潜艇（英語：Astute-class）是英国皇家海军最新一级的核动力战术潜艇，因其首舰机敏号而得名。按计划，皇家海军将订购七艘这一级别的潜艇，取代特拉法尔加级潜艇，将由位于巴罗因弗内斯的BAE系统公司完成建造。

## 设计特点

### 动力设计
主要动力为两座劳斯莱斯PWR2型反应堆，MTU公司600千瓦发电机组。

### 静音设计
表面覆盖了39000多块消音塊，是英国历史上最安静的潜艇，根据公开的资料，机敏级潜艇水下航行过程中所产生的噪音“不会超过一只幼年海豚，从而确保其不会被敌舰所探测”。

### 武器系统
6具21英寸鱼雷发射管，载弹能力达38枚。
可以发射旗魚魚雷及战斧巡航导弹。

## 性能参数
排水量：7000吨(上浮)/7400吨（下潜）
成员：98-108名
下潜深度：超过300米
速度：29节(56km/h)
全长：97m

## 服役情况
| 舷號 | 艇名                     | 下水日期      | 服役日期      | 現狀   |
| S119 | 機敏號 HMS Astute        | 2007年6月8日  | 2010年8月27日 | 已服役 |
| S120 | 伏擊號 HMS Ambush        | 2011年1月6日  | 2013年3月1日  | 已服役 |
| S121 | 機警號 HMS Artful        | 2014年5月17日 | 2016年3月18日 | 已服役 |
| S122 | 大膽號 HMS Audacious     | 2017年4月28日 | 2021年9月23日 | 已服役 |
| S123 | 安森號 HMS Anson         | 2021年4月20日 | 2022年8月31日 | 已服役 |
| S124 | 阿伽門農號 HMS Agamemnon | 2024年10月3日 | 預計2025年底  | 已下水 |
| S125 | 阿基里斯號 HMS Achilles  |               | 預計2026年    | 建造中 |